# Maurice Garrel
Maurice Pierre Garrel, född 24 februari 1923 i Saint-Gervais, Isère, död 4 juni 2011 i Paris, var en fransk skådespelare.

## Roller i urval
- 1963 – För en kvinnas skull
- 1964 – Den lena huden
- 1964 – Flykten
- 1968 – Le Pacha
- 1974 – Nada - en terroristgrupp
- 1992 – Ett vinterhjärta
- 1992 – Minnenas hotell
- 2004 – Kung och drottning
- 2005 – Les Amants réguliers
- 2007 – Skådespelerskor